# Ongemout
Ongemout is de verzamelnaam voor granen die niet gemout zijn en die vermengd worden met mout voor het brouwen van bier. Ongemoute granen zijn goedkoper en geven het bier een lichtere kleur. Sommige bieren worden gebrouwen met ongemout, tot een percentage van zo'n 20%; er zit een wettelijke begrenzing aan de hoeveelheid ongemout die gebruikt mag worden.
Ongemoute granen bevatten geen enzymen, maar wel veel zetmeel dat door de enzymen uit het mout omgezet kan worden in suiker, dat later in het brouwproces weer gedeeltelijk omgezet wordt in alcohol. Hiervoor moet het ongemout wel gekookt worden, waardoor de celwanden worden afgebroken, omdat anders het zetmeel niet vrij komt. Voorbeelden van ongemout zijn rijst, maïs of geroosterde gerst. 